# 389 v.Chr.
Het jaar 389 v.Chr. is een jaartal volgens de christelijke jaartelling.

## Gebeurtenissen

### Griekenland
- Agesilaüs II van Sparta steekt met een Spartaans expeditieleger de Golf van Korinthe over en valt Acarnanië binnen.
- De Atheense vloot onder Thrasybulus blokkeert de Hellespont en verovert de strategische handelsstad Byzantium.

### Italië
- Dionysius I verslaat de Latijnse Liga in de Slag aan de Elleporus, de stad Rhegium in Zuid-Italië wordt verwoest.

### China
- De Eerste Minister Wu Qi van het koninkrijk Chu, wil hervormingen toepassen en de corruptie in het land uitbannen.

## Geboren
- Aeschines (~389 v.Chr. - ~314 v.Chr.), Atheens redenaar